# Gruzinščina
Gruzínščina (tudi grúzijščina,  gruzinsko ქართული ენა, kartuli ena) je uradni jezik v Gruziji.
Je materni jezik približno 3,9 milijonov Gruzincev (83 % prebivalstva) in približno 500.000 ljudi v drugih državah, predvsem v Turčiji, Iranu, Rusiji, ZDA in Evropi. Zapisuje se s posebno gruzinsko abecedo.
Gruzinščina skupaj s sorodnimi mingrelskim, svanskim in lazovskim jezikom tvori južnokavkaško ali kartvelsko skupino jezikov. Po 2. svetovni vojni so v tedanji Sovjetski zvezi pripadnike etničnih skupin Mingrelcev, Svanov in Lazov prištevali h Gruzincem, zato je bila gruzinščina tedaj knjižni jezik tudi za druge južnokavkaške narode. 
Južnokavkaški jeziki skupaj s severozahodnokavkaškimi (abhaško-adigejskimi) in severovzhodnokavkaškimi (naško-dagestanskimi) jeziki tvorijo širšo kavkaško jezikovno družino. Ker ni dokazano, da bi omenjene tri skupine imele skupni izvor, je krovno poimenovanje kavkaški jeziki utemeljeno zgolj zemeljepisno in ne pomeni tudi genetske sorodnosti.